# Préférences convexes
En économie, les préférences convexes  représentent des classements de montants de divers biens consommé qui ont la propriété pour parler simplement que les moyennes soient meilleures que les extrêmes. Ce concept correspond au concept d'utilité marginale sans nécessiter une fonction d'utilité.[pas clair]

## Notation
Comparable au symbole  {\displaystyle \geq } utilisé pour les chiffres la notation {\displaystyle \succeq } peut être traduite par au moins aussi bon en termes de préférences économiques ou de satisfaction.
De même {\displaystyle \succ } peut être traduit par 'strictement meilleur que  et  {\displaystyle \sim } par equivalent à en termes de satisfaction.

## Définition
Supposons que  x, y, and z représentent trois ensembles de consommation  (combinaisons  de plusieurs quantités de biens variés).  Une relation de préférence  {\displaystyle \succeq } on the consumption set X est dite  convexe si pour chaque  
{\displaystyle x,y,z\in X} où {\displaystyle y\succeq x} and {\displaystyle z\succeq x},
et pour chaque  {\displaystyle \theta \in [0,1]}:
{\displaystyle \theta y+(1-\theta )z\succeq x}.
c'est-à-dire que chacun des deux ensembles est vu au moins aussi bon qu'un troisième et qu'une moyenne pondérée des deux ensembles est considérée comme au moins aussi bonne que le troisième.
Une relation de préférences {\displaystyle \succeq } est dite strictement convexe si pour chaque y
{\displaystyle x,y,z\in X} où  {\displaystyle y\succeq x}, {\displaystyle z\succeq x}, et  {\displaystyle y\neq z},
et pour chaque {\displaystyle \theta \in (0,1)}:
{\displaystyle \theta y+(1-\theta )z\succ x}
C'est-à-dire que si deux ensembles distincts sont vus au moins aussi bons qu'un troisième, une moyenne pondérée des deux ensembles  est vue comme strictement meilleure que le troisième ensemble,.

## Définition alternative
Si x et y représente deux types de consommation, une relation {\displaystyle \succeq } est dite convexe si pour chaque  
{\displaystyle x,y\in X} où {\displaystyle y\succeq x}
et pour chaque {\displaystyle \theta \in [0,1]}:
{\displaystyle \theta y+(1-\theta )x\succeq x}.
C'est-à-dire que si y est préféré à x, alors chaque mix de y et de x est préféré à x.
Une relation de préférence est dite strictement convexe si pour chaque 
{\displaystyle x,y\in X} où {\displaystyle y\sim x}, et {\displaystyle x\neq y},
et pour chaque  {\displaystyle \theta \in (0,1)}:
{\displaystyle \theta y+(1-\theta )x\succ x}.
{\displaystyle \theta y+(1-\theta )x\succ y}.
C'est-à-dire que si deux consommations sont vues comme étant équivalente alors un moyenne pondérée des deux est meilleure que chacune des consommations prises individuellement.